# ドイツの州章一覧
ドイツの州章一覧(ドイツのしゅうしょういちらん)

バーデン＝ヴュルテンベルク州の州章
バイエルン州の州章
ベルリンの州章
ブランデンブルク州の州章
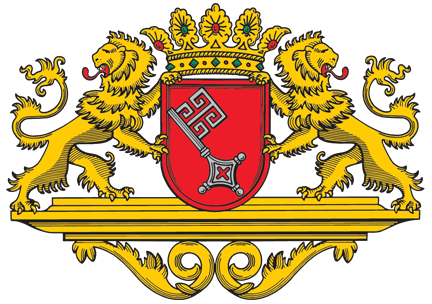
ブレーメン州の州章
ハンブルクの州章
ヘッセン州の州章
ニーダーザクセン州の州章
メクレンブルク＝フォアポンメルン州の州章
ノルトライン＝ヴェストファーレン州の州章
ラインラント＝プファルツ州の州章
ザールラント州の州章
ザクセン州の州章
ザクセン＝アンハルト州の州章
シュレースヴィヒ＝ホルシュタイン州の州章
テューリンゲン州の州章